# Gina Mambrú
Gina Altagracia Mambrú Casilla est une joueuse de volley-ball dominicaine née le 21 janvier 1986 à Saint-Domingue. Elle mesure 1,82 m et joue au poste de réceptionneuse-attaquante. Elle totalise 179 sélections en équipe de République dominicaine.

## Clubs
| Club                      | De        | À         |
| ------------------------- | --------- | --------- |
| Los Cachorros             | 2001-2002 | 2004-2005 |
| Voley Sanse               | 2006-2007 | 2006-2007 |
| Distrito Nacional         | 2007-2007 | 2007-2007 |
| Sportway Challengers      | 2008-2008 | 2008-2008 |
| Centro Deportivo Nacional | 2008-2008 | 2008-2008 |
| Ageo Medics               | 2008-2009 | 2008-2009 |
| Vôlei Futuro              | 2009-2010 | 2009-2010 |
| Distrito Nacional         | 2010-2010 | ????????  |
| Pinkin de Corozal         | 2013-2013 | 2013-2013 |
| Lancheras de Cataño       | mars 2014 | mai 2014  |
| Beşiktaş İstanbul         | 2014-2015 | 2014-2015 |
| Neruda Volley             | jan 2016  | …         |

## Palmarès

### Équipe nationale
- Coupe panaméricaine
  - Vainqueur : 2010, 2014[2]
  - Finaliste : 2009, 2011, 2015[3]
- Championnat d'Amérique du Nord
  - Vainqueur : 2009.
  - Finaliste: 2013, 2015.
- Jeux d'Amérique centrale et des Caraïbes
  - Vainqueur : 2010, 2014.
- Championnat d'Amérique du Nord des moins de 20 ans
  - Finaliste : 2006.

### Clubs
- Championnat de Porto Rico
  - Finaliste : 2013.

### Distinctions individuelles
- Championnat d'Amérique du Nord de volley-ball féminin des moins de 20 ans 2006: Meilleur attaquante.
- World Grand Champions Cup féminine 2013: Meilleure pointue.
- Volley-ball féminin aux Jeux d'Amérique centrale et des Caraïbes 2014: Meilleure serveuse[4].
- Volley-ball féminin aux Jeux panaméricains de 2015: Meilleure serveuse[5].